# ESIG Global Success
L'École supérieure d'informatique et de gestion Global Success (ESIG Global Success) est une université d'Afrique de l'Ouest crée le 4 février 2008 et dont le siège est situé à Lomé, la capitale du Togo.

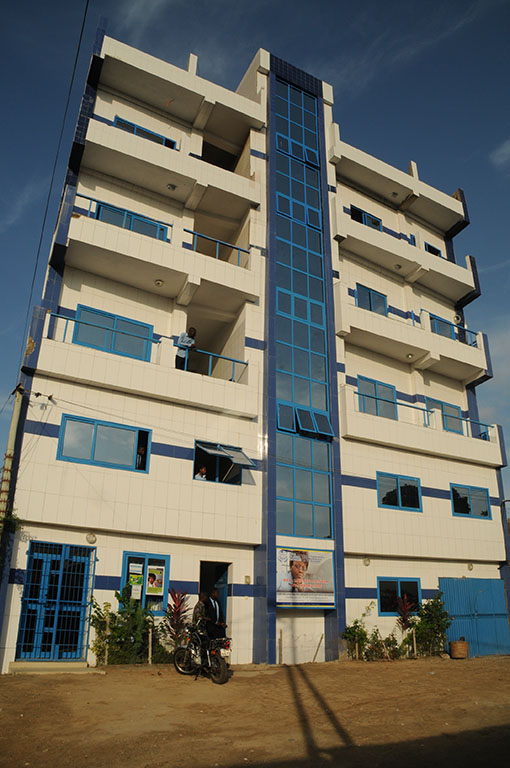
Façade du campus principal de Global Success Université, campus de Bè-Kpota, Lomé